# オイルド作戦
オイルド作戦 (Operation Oiled) はイギリスが1942年1月に実行したドイツ戦艦「ティルピッツ」に対する夜間爆撃作戦。
1942年1月、訓練を終えた「ティルピッツ」はノルウェーへと移動した。1月23日、イギリス軍機がフェッテンフィヨルドに停泊する「ティルピッツ」を発見。それを受けてイギリス首相ウィンストン・チャーチルは「ティルピッツ」爆撃計画策定を命じた。フィヨルドの地形上、実行困難な空母からの雷撃機による攻撃は選択肢から外れ、攻撃は爆撃機軍団の担当となった。攻撃の実施時間は夜間が選択され、月明かりの関係から作戦は1月29日から30日夜に実行と決まった。
航続距離の問題で爆撃機はスコットランドの基地からの出撃となり、1月28日に第15および149飛行隊のスターリング16機と第10および76飛行隊ハリファックス10機がロジーマス基地へと向かった。その際、スターリング1機が味方の船団から誤射されて不時着し、別のスターリング1機は着陸時に凍った雪にあたって尾部を破損した。
整備やエンジンの問題で出撃はスターリング7機とハリファックス9機となった。スターリングは1月30日0時30分から、ハリファックスは2時4分から2時34分にかけて出撃。ハリファックス4機は燃料不足のため引き返し、目標上空に到達した残りの機も雲によって投弾を妨げられた。ハリファックス1機のみが撃ち上げられる対空砲火の中心に対して投弾したが、効果はなかった。
帰投中にハリファックス1機が墜落したが、搭乗員は救助された。また、ハリファックス1機が着陸に失敗した。